# خان شاه عباسي (دة نمك)
خان شاه عباسي (بالفارسية: کاروانسرای شاه‌عباسی) هو خان تاريخي يعود إلى عصر السلالة الصفوية، ويقع في قرية دة نمك الإيرانية.